# Between
Between war eine Instrumentalgruppe in den 1970er Jahren, die sich zwischen Minimal Music, Ethno-Jazz und Weltmusik ansiedelte. Die Gruppe war zunächst als Improvisationsgruppe für Kammermusik konzipiert, spielte aber bereits bei den ersten Plattenveröffentlichungen überwiegend ein festes Repertoire.

## Geschichte
Ende der 1960er Jahre begegneten sich in München improvisierende Musiker aus verschiedensten Sparten und spielten „Musik zwischen den Welten“, zwischen Avantgarde, Elektronik, Folklore, Mittelalter, Stegreifspiel und Samba. Between bestand 1970 im Kern aus den beiden jungen Münchner Komponisten Peter Michael Hamel und Ulrich Stranz, dem seit 1966 in München lebenden argentinischen Gitarristen und Instrumentenbauer Roberto Détrée und dem gebürtigen New Yorker Robert Eliscu, zu jener Zeit Solo-Oboist der Münchner Philharmoniker.
Hinzu kamen 1971 die beiden amerikanischen Perkussionisten Cotch Blackmon und Charles Campbell, der Flötist James Galway aus Irland, damals Soloflötist der Berliner Philharmoniker, und anlässlich der ersten Aufnahmen der Tonmeister Ulrich Kraus. Von 1973 an setzten weitere Musiker aus aller Welt ihre Akzente bei Between: Tom van der Geld (Vibraphon) und Roger Jannotta (Holzblasinstrumente), beide aus den USA, Gary Lynn Todd aus USA (Kontrabass), Jeffrey Biddeau aus Trinidad (Congas), Sankha Chatterjee aus Kalkutta (Tabla) sowie als Gäste Walter Bachauer (Elektronik), Peter Müller-Pannke (Tanpura und Sarangi), Duru Omson (Bambusflöte, Perkussion), Al Gromer Khan (Sitar), der amerikanische Jazz-Saxophonist Bobby Jones und der damalige Münchner Domorganist Franz Lehrndorfer.

## Musikalische Bedeutung
Between verband 

„Einflüsse experimenteller, klassischer und mittelalterlicher Musik mit außereuropäischen Elementen vor allem aus Lateinamerika und Asien. [...] Da entsteht wirklich Musik 'between': Und das heißt hier allemal: es wird differenzierter, klischeedurchbrechender Musik gemacht als anderswo in diesem Genre.“

„Stilübergreifend, aus verschiedensten Kulturen schöpfend, entstehen mal fernöstlich inspirierte Klänge, leicht und transparent wie Seidenpapier, dann hört man altvertraute volksliedhafte Melodien, dann plötzlich einen swingenden Charleston. So [...] geht es diesen Musikern nicht um Abgrenzungen, sondern um Verbindung, Verständigung, Vertrauen.“

## Diskografie
In den zehn Jahren ihres Bestehens hat Between bei den Labels WERGO, Vertigo und EMI Electrola insgesamt sechs LPs veröffentlicht, die als CDs neu aufgelegt wurden, ergänzt durch zusätzliche Aufnahmen aus der eigenen Reihe im Bayerischen Rundfunk „Musik zwischen den Welten“. Peter Michael Hamel und einige der damaligen Musiker veröffentlichten 2022 eine weitere CD unter dem Gruppennamen Between.
- Einstieg  (1971, WERGO, remastered 2005)
- And the Waters Opened  (1973, Vertigo, remastered 2006)
- Hesse Between Music  (1974, EMI Electrola, mit Texten Hermann Hesses, gelesen von Gert Westphal)
- Dharana  (1975, Vertigo)
- Contemplation  (1976–77, WERGO, remastered 2007)
- Stille über der Zeit/Silence Beyond Time  (1979–80, WERGO, remastered 2007)
- Free Music (2022, Intuition Records)